# Gita (álbum)
Gita é o terceiro álbum solo do compositor e cantor brasileiro Raul Seixas, gravado na Philips (atual Universal Music) e lançado em 1974. É o álbum de maior sucesso da carreira de Raul, com 143 mil cópias vendidas, rendendo ao cantor seu primeiro disco de ouro.

## Conteúdo e temática
Recém-chegado do exílio, Raul posa para a capa do disco vestido de guerrilheiro com uma guitarra vermelha, numa provocação à ditadura militar brasileira, que o forçou a viver nos Estados Unidos.
Acompanhado de Paulo Coelho, Raul compôs no álbum alguns de seus grandes sucessos, como "Gîtâ" (inspirada num livro sagrado hindu com mais de 6.000 anos, o Bhagavad Gita), "Sociedade Alternativa" (inspirada na obra de Aleister Crowley) e "Medo da Chuva", além de canções que contam apenas com sua autoria, como "O Trem das 7" e "S.O.S."
Outras faixas que falam sobre (ou ao menos mencionam) Aleister incluem a faixa-título, "Trem das Sete" e "Loteria da Babilônia" - esta última teve seu título inspirado por um conto de Jorge Luis Borges. "S.O.S." foi percebida por André Barcinski como uma cópia de "Mr. Spaceman", dos The Byrds.
Este álbum, assim como seu antecessor Krig-ha, Bandolo!, teve algumas de suas canções gravadas em inglês, com traduções de Marcelo Ramos Motta. Raul e Paulo objetivavam fazer sucesso nos Estados Unidos, mas a ideia de lançar as versões não se concretizou.
Em meio à concepção de Gita, Raul Seixas e Paulo Coelho foram convidados a compor a trilha sonora da novela da Rede Globo de televisão O Rebu, também lançada em álbum homônimo.

## Recepção da crítica
| Críticas profissionais | Críticas profissionais |
| Avaliações da crítica  | Avaliações da crítica  |
| Fonte                  | Avaliação              |
| ---------------------- | ---------------------- |
| Allmusic               | link                   |

## Certificação
| Certificador  | Certicado |
| ------------- | --------- |
| Brasil (ABPD) | Ouro      |

## Faixas
| Lado A         |                                                 |                            |         |  |
| N.º            | Título                                          | Compositor(es)             | Duração |  |
| 1.             | "Super-Heróis"                                  | Raul Seixas / Paulo Coelho | 3:11    |  |
| 2.             | "Medo da Chuva"                                 | Raul Seixas / Paulo Coelho | 3:00    |  |
| 3.             | "As Aventuras de Raul Seixas na Cidade de Thor" | Raul Seixas                | 3:40    |  |
| 4.             | "Água Viva"                                     | Raul Seixas / Paulo Coelho | 2:02    |  |
| 5.             | "Moleque Maravilhoso"                           | Raul Seixas / Paulo Coelho | 2:16    |  |
| 6.             | "Sessão das 10"                                 | Raul Seixas                | 2:20    |  |
| Duração total: | Duração total:                                  | Duração total:             | 16:29   |  |

| Lado B         |                         |                            |         |  |
| N.º            | Título                  | Compositor(es)             | Duração |  |
| 1.             | "Sociedade Alternativa" | Raul Seixas / Paulo Coelho | 2:55    |  |
| 2.             | "O Trem das 7"          | Raul Seixas                | 2:40    |  |
| 3.             | "S.O.S."                | Raul Seixas                | 3:06    |  |
| 4.             | "Prelúdio"              | Raul Seixas                | 1:12    |  |
| 5.             | "Loteria da Babilônia"  | Raul Seixas / Paulo Coelho | 2:30    |  |
| 6.             | "Gîtâ"                  | Raul Seixas / Paulo Coelho | 4:50    |  |
| Duração total: | Duração total:          | Duração total:             | 17:13   |  |

## Créditos

### Músicos
- Violões: Raul Seixas, Neco e Tony Osanah
- Guitarra elétrica: Luiz Cláudio Ramos, Rick Ferreira, Raul Seixas, Tony Osanah e Alexandre
- Teclados: José Roberto Bertrami, Miguel Cidras e Jay Anthony Vaquer
- Baixo: Alex Malheiros, Luizão Maia, Ivan, Sérgio Barrozo, Juan Roberto Capobianco, Paulo César Barros
- Bateria: Mamão, Paulinho Braga e Gustavo Schroeter

### Ficha técnica
- Direção de produção: Marco Mazzola
- Assistente: Tolbi
- Técnicos: Ary Carvalhaes, Luigi Hoffer, João Moreira, Luis Claúdio Coutinho
- Mixagem: Marco Mazzola
- Orquestração: Miguel Cidras
- Arranjos: Raul Seixas
- Corte: Joaquim Figueira